# Звезда ТВ
Звезда ТВ српска је телевизијска станица, клупски канал фудбалског клуба Црвена звезда. Са радом је кренула 5. новембра 2019. године, а седиште станице налази се на адреси Љутице Богдана 1a, на стадиону Рајко Митић.
ТВ станица је доступна на кабловској, сателитској телевизији и путем IPTV-а. Програм се емитује у Босни и Херцеговини, Црној Гори и Србији на кабловској платформи Телеком Србије.